# Michael Mando
Michael Mando (ur. 13 lipca 1981 w Quebecu) – kanadyjski aktor pochodzenia gwinejsko-niemieckiego. Odtwórca roli Nacho Vargi w serialu Zadzwoń do Saula, za którą był nominowany do Nagrody Saturn. Grał też m.in. w serialu Orphan Black i filmie Spider-Man: Homecoming oraz użyczał głosu w serii gier Far Cry.